# Landgoed Groenouwe

Broese van Groenou, stichter van het landgoed, samen met zijn toekomstige vrouw

Landgoed Groenouwe  was een in het begin van de twintigste eeuw gesticht tachtig hectare groot landgoed bij de Nederlandse plaats Loenen op de Veluwe. Op het landgoed stonden onder andere een landhuis en een tuinmanswoning. Er waren ook twee tennisbanen, een openluchtzwembad en een golfbaan. In 1925 werd er een familiemausoleum met columbarium gebouwd, dit is sinds het jaar 2000 opgenomen in het register van rijksmonumenten onder nummer 514581.

## Broese van Groenou
Wolter Broese van Groenou (1842–1924) was tot 1878 militair in het Koninklijk Nederlands-Indisch Leger  en daarna eigenaar van suikerplantage Tandjong Tirto in Nederlands-Indië. Nadat hij een opleiding aan de KMA te Breda had voltooid werd hij uitgezonden naar Nederlands-Indië. Daar ontmoette hij Jeannetta Emilia Wieseman, met wie hij trouwde. Na het huwelijk gaf zijn schoonvader Frederik Wieseman hem 'Tandjong Tirto', een suikerplantage met suikerfabriek bij Djokjakarta. Het echtpaar kreeg in negen jaar (1875–1884) zeven kinderen: Frederika Wilhelmina, Emilia, Suzanna, Adolf (Dolf), Wolter, Francina Carolina en Jeannetta.
In 1891 was Broese van Groenou zo welvarend, dat hij met het hele gezin naar Den Haag verhuisde. Hij woonde eerst op Nassauplein 29 en later aan de Parkweg in het Van Stolkpark. Na de Eerste Wereldoorlog besloot hij een landhuis op de Veluwe te bouwen. Hij kocht 80 ha. land bij Loenen (Veluwe), liet zijn zoon Dolf, die in 1904 als bouwkundig ingenieur was afgestudeerd, een ontwerp maken en zo ontstond Landgoed Groenouwe. De eerste tekeningen van het huis werden in 1918 getoond op de Tentoonstelling van Bouwkunst en Kunstnijverheid in de Haagse Kunstkring.
De eerste steen voor het landhuis dat ging dienen als 'familiehotel' voor de familie werd op 13 september 1919 gelegd door Jeannetta, de jongste dochter. Omdat de gezondheid van Wolter achteruit ging, werd eerst de tuinmanswoning gebouwd, opdat hij daar alvast met een verpleegster kon logeren. Ook de garage, waar ruimte was voor de paarden en het wagenpark, was eerder klaar dan het grote huis. In 1921 was de bouw van het landhuis gereed. De plattegrond van het gebouw was min of meer V-vormig, de hoofdingang was in het midden.
Op het landgoed kwamen ook twee tennisbanen, een openluchtzwembad en een heidegolfbaan.
Na het overlijden van Wolter werd in 1925 op het landgoed een mausoleum met columbarium voor hem en andere leden van de familie gebouwd. De basis ervan is kruisvormig, hogerop wordt de vorm achthoekig en het geheel heeft een koperen koepel. Ook dit werd door zoon Dolf ontworpen.

## Hotel
In de jaren 1930 raakte de familie Broese van Groenou door de economische crisis in geldnood. Het familiehuis moest verhuurd worden en werd in gebruik genomen als 'Hotel Zilven'. In 1936 werd nog een huisje op het landgoed gebouwd, Het Stekje. Dit werd niet door Dolf ontworpen maar door zijn neef Marinus Broese. Het was bestemd voor een kleindochter van Wolter en haar echtgenoot.
Tijdens de Tweede Wereldoorlog werd het hotel door de Duitsers gebruikt voor het onderbrengen van gewonden. Vlak voor het einde van de oorlog, in 1945, brandde het af, mogelijk doordat een sigaret op het rieten dak terecht was gekomen. Alleen fundamenten zijn nog in het terrein aanwezig. Cleria, de tuinmanswoning, brandde in 1946 af. In 1950 werd dit herbouwd en kreeg het de naam Zilvenspreng, naar de beek die het zwembad voedt. De garage van het vroegere huis Groenouwe bestaat nog, hij wordt bewoond door de beheerder van het landgoed.

## Onderduikers
Tijdens de Tweede Wereldoorlog hebben meerdere onderduikers hun toevlucht in Groenouwe gevonden. Twee geallieerde piloten verbleven enige tijd bij het zwembad en door de familie Coops-Broese van Groenou, die toen in 'Het Stekje' woonde, werd een Joods gezin verborgen gehouden.